# 圣德营养短期大学
圣德营养短期大学（日语：／ Seitoku Eiyou Tankidaigaku *），简称圣营短，是过去一所位于日本东京都葛饰区的私立短期大学。

## 概要

### 简介
- 学校最早可以追溯到于1954年[1]。短期大学为于1964年开办[1]、由学校法人奥林匹亚学园经营。招生到于2004年、停办于2006年[2]。招収只女学生从1986年到2001年。

### 历史
- 1963年 圣德营养短期大学成立并同时设置食物营养科[2]。
- 1964年 第二部成立于食物营养科[注 2][2]。
- 1969年 食物营养科改名为食物营养学科[2]。食物营养专攻第二部成立于专科[3]。
- 1971年 业余课程食物专修成立[注 5][3]
- 1986年 食物营养学科分离为两个专攻、以下列举[2]。
  - 食物营养专攻
  - 食品科学专攻
- 1996年 食物营养专攻成立于专科[1]。
- 2004年 招生最后、次年停止招生（正式停办于2006年9月12日[2]）。

## 学校环境
- 校区：在了东京都葛饰区[注 1]

## 历任校长
- 渡边富久子：第一代短期大学校长[4]。

## 组织

### 学科
- 食物营养学科
  - 食物营养专攻
  - 食品科学专攻

### 前学科
| - 食物营养学科 - 第一部 - 食物营养专攻 - 食品科学专攻 - 第二部 |

### 专科
| - 食物营养专攻 - 第一部 - 第二部 |

### 业余课程
| - 食物专修 |

### 附属学校
- 前有附属渡边幼儿园:成立于1977年[3]

## 相关链接
- 日本短期大学列表